# Lorenzo Mascheroni
Lorenzo Mascheroni (próximo a Bérgamo, 13 de maio de 1750 — Paris, 14 de julho de 1800) foi um matemático italiano.

## Biografia

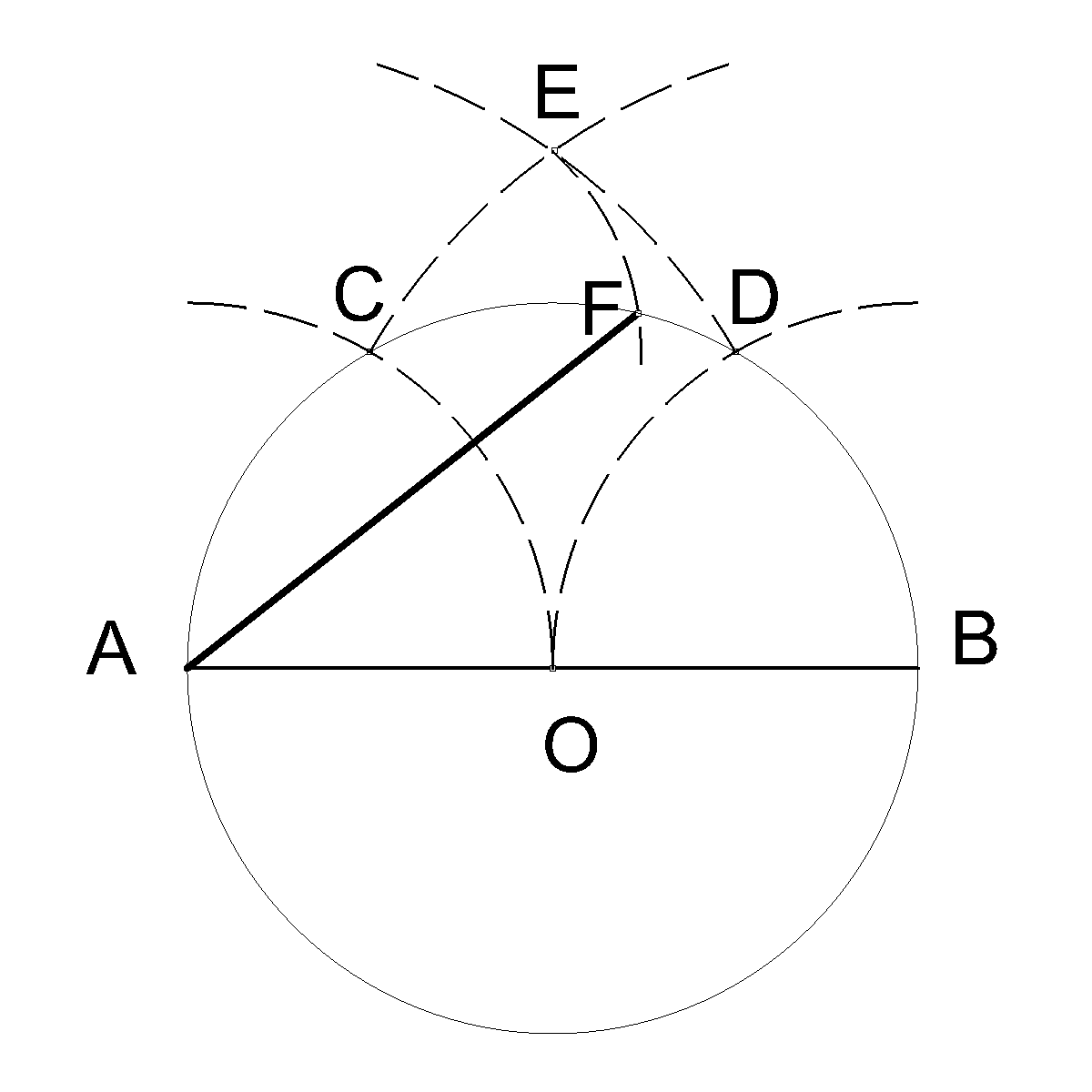
Processo de Mascheroni. O segmento AF mede aproximadamente um quarto do comprimento da circunferência (πr).

Primeiramente interessado pelas ciências humanas (poesia e língua grega), acabou por se tornar professor de matemática em Pavia.
Em sua obra Geometria del Compasso (Pavia, 1797), ele provou que toda construção geométrica que pode ser feita com um compasso e uma régua também pode ser feita somente com compassos. No entanto, a autoria deste resultado (hoje conhecido como o Teorema de Mohr-Mascheroni) pertence ao dinamarquês Georg Mohr, que publicara uma prova em 1672.  
Em suas Adnotationes ad calculum integrale Euleri (1790) ele publicou um cálculo do que é hoje conhecida como a constante de Euler-Mascheroni.

## Publicações

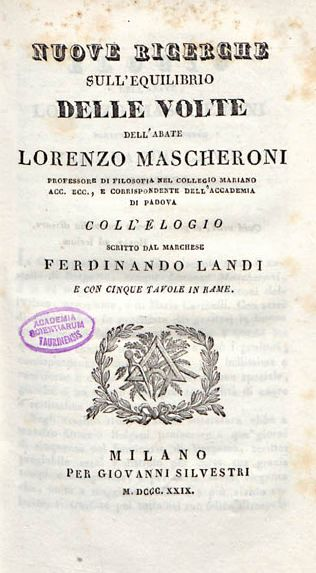
Nuove ricerche sull'equilibrio delle volte, 1829

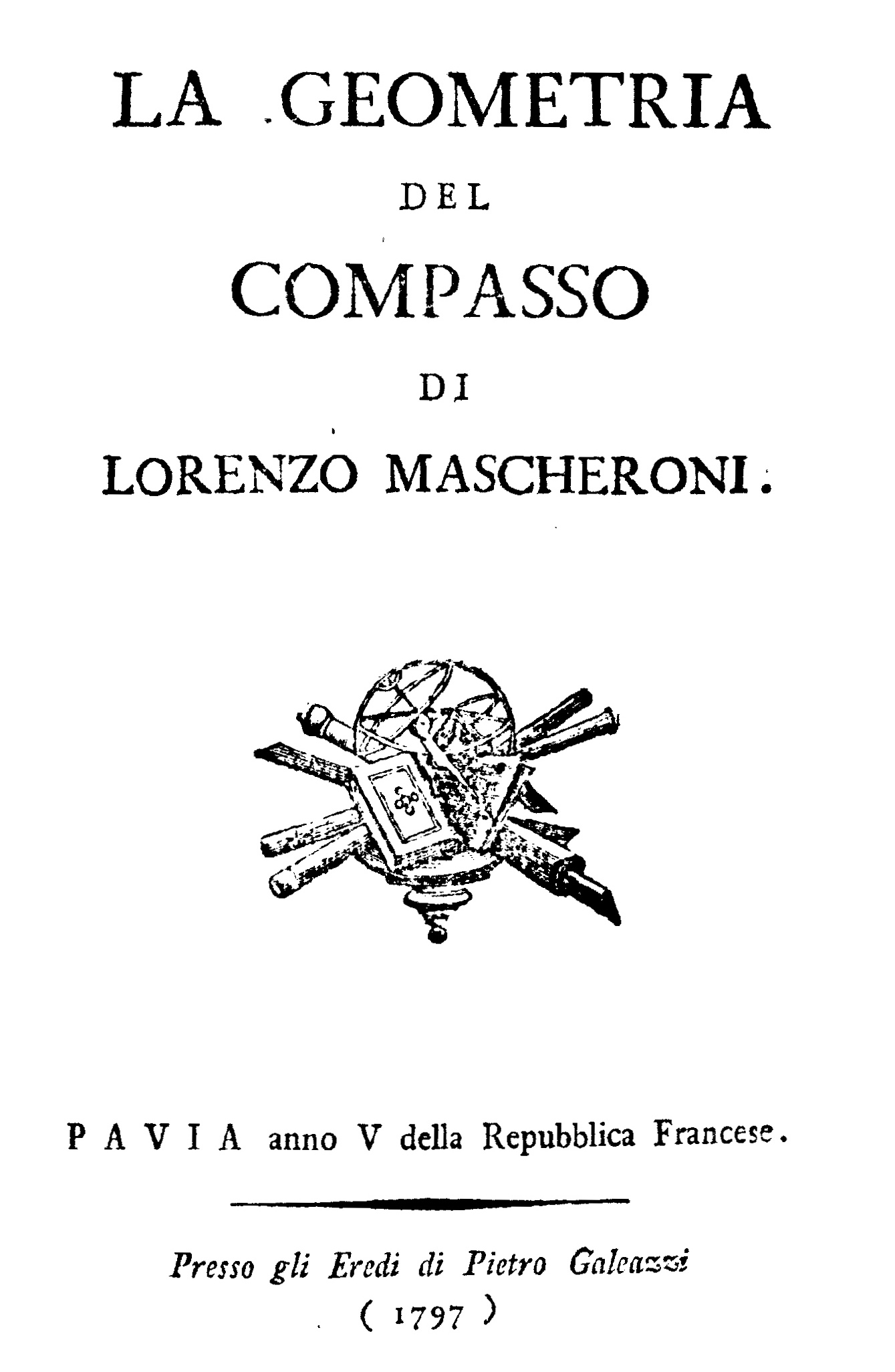
La geometria del compasso, 1797

- Lorenzo Mascheroni, Sulle curve che servono a delineare le ore ineguali sulle superfici piane, Bergamo 1784.
- Lorenzo Mascheroni, Nuove ricerche sull'equilibrio delle volte, Bergamo, 1785. Disponibile on-line
  - Nuove ricerche sull'equilibrio delle volte, Milano, Giovanni Silvestri, 1829.
- Lorenzo Mascheroni, Metodo per misurare i poligoni piani, Pavia 1787.
- Lorenzo Mascheroni, Adnotationes ad calculum integrale Euleri, Vol. I 1790, Vol II 1792. Disponibile on-line
  - (LA) Lorenzo Mascheroni, Adnotationes ad calculum integralem Euleri. 1, Ticini, ex typographia heredPetri Galeatii, 1790. URL consultato il 13 giugno 2015. (LA) Lorenzo Mascheroni, Adnotationes ad calculum integralem Euleri. 2, Ticini, ex typographia heredPetri Galeatii, 1792. URL consultato il 13 giugno 2015.

- Lorenzo Mascheroni, Problemi per gli agrimensori con varie soluzioni, em Pavia, Baldassare Comino, 1793. URL consultato il 13 giugno 2015.
- Lorenzo Mascheroni, Geometria del compasso, Pavia, Pietro Galeazzi, 1797. URL consultato il 13 giugno 2015
  - Lorenzo Mascheroni, La geometria del compasso, 1797. Disponibile on-line

## Regra de Mascheroni
Lorenzo desenvolveu um processo de retificação da circunferência, que ficou conhecido como Regra de Mascheroni.